# Podlesie (Zalas)
Podlesie – północna część wsi Zalas w Polsce, położona w województwie małopolskim, w powiecie krakowskim, w gminie Krzeszowice.
W latach 1975–1998 Podlesie administracyjnie należało do województwa krakowskiego.
Na północnych krańcach Podlesia przebiega autostrada A4 (E40), a za nią rozciąga się Las Zwierzyniecki w Tenczyńskim Parku Krajobrazowym.